# Alexander Iwanowitsch Borosnjak
Alexander Iwanowitsch Borosnjak (russisch Александр Иванович Борозняк, auch Aleksandr I. Boroznjak, Alexander Boroznjak; * 25. Januar 1933 in Kiew, Ukrainische SSR; † 21. Dezember 2015 in Russland) war ein auf die Geschichte und Geschichtsschreibung Deutschlands im 20. Jahrhundert spezialisierter sowjetischer und russischer Historiker.

## Leben
Alexander I. Borosnjak kam 1933 in Kiew in der heutigen Ukraine zur Welt. Nachdem sein Vater im August 1941 in der Schlacht um Kiew gefallen war, evakuierte man ihn und seine Familie nach Blagoweschtschensk im Fernen Osten, wo er aufwuchs und 1954 das Staatliche Pädagogische Institut M.I. Kalinin absolvierte. Nach seinem Studium arbeitete er zunächst als Geschichtslehrer im Dorf Innokentyewka am Amur. Im Anschluss gelang es ihm, nachdem er erste Erfahrungen in der Armee gesammelt hatte, der Graduiertenschule in Moskau beizutreten und nach Deutschland zu reisen, wo er in den Jahren 1961/62 an der Humboldt-Universität zu Berlin unter der Leitung des deutschen Kommunisten und Politikers, Historikers und Überlebenden des Konzentrationslagers Buchenwald Walter Bartel wissenschaftlich tätig war und 1963 promovierte.
Borosnjak war Mitglied der 1997 gegründeten russisch-deutschen Historikerkommission sowie Mitglied des Zentrums für deutsche Geschichtsforschung an der Russischen Akademie der Wissenschaften und lehrte ab 1963 an der  Staatlichen Pädagogischen Universität Lipezk, wo er als Leiter der Abteilung für soziale und geistige Kultur sowie als Professor am Institut für Theorie und Praxis der deutschen Sprache tätig war. In den Jahren von 1990 bis 1993 unterbrach er dort seine Lehrtätigkeit und lehrte in Jekaterinburg, wo er 1991 seine Doktorarbeit verteidigte. Er starb 82-jährig nach schwerer Krankheit.

## Werke
- Das historische Gedächtnis an Krieg und Diktatur in Deutschland : eine russische Perspektive; 2015
- Žestokaja pamjat' : nacistskij rejch v vosprijatii nemcev vtoroj poloviny XX i načala XXI veka; 2014
- "Ich bor'ba, ich stradanija, ich smert' ne byli naprasny" : Gans Fallada i ego roman "Každyj umiraet v odinočku"; 2014
- "Nekrolog, kotoryj zaslužili eti gospoda" : Nacistskoe prošloe germanskich diplomatov; 2011
- Blokada Leningrada i istoriografija FRG; 2010
- Stalingrad : Evolution der historischen Erinnerung; 2010
- Die russische Emigration und die Widerstandsbewegung in Deutschland am Beispiel der "Weißen Rose"; 2010
- Germanija i Rossija v XX veke : Stranicy istorii; 2009
- Gruppa "Belaja Roza" : Germanskie antinacisty i ich predstavlenija o Rossii; 2009
- "Mertvye budut obvinjat' vac ..." : Roman E. M. Remarka "Vremja žit' i vremja umirat'" v kontekste diskyssij o prestuplenijach nacizma; 2008
- Vremja istorii i vremja istorika; 2008
- Germanija i Rossija v sud'be istorika : Sbornik stat'ej k 90-letiju Ja. S. Drabkina / Boroznjak, Aleksandr I. [Hrsg.]; 2008
- Die Vereinigung Deutschlands im Schrifttum der russischen Historiographie; 2008
- Widerstand gegen den Nationalsozialismus im Spiegel der sowjetischen und russischen Geschichtswissenschaft; 2008
- Njurnbergskij process v zerkale istoričeskogo soznanija i istoričeskoj nauki FRG; 2007
- Germanskij opyt preodolenija prošlogo : Vzgljad rossijskogo istorika; 2007
- "My – ne ljudi, my – rabočaja skotina" : Sovetskie voennoplennye i ostarbajtery v Mjunstere v 1941–1945 gg.; 2007
- Erinnerung für Morgen : Deutschlands Umgang mit der NS-Vergangenheit aus der Sicht eines russischen Historikers; 2006
- Protiv zabvenija : Kak nemeckie škol'niki sochranjajut pamjat' o tragedii sovetskich plennych i ostarbajterov; 2006
- Krest iskuplenija v Mešede : Žestokaja pamjat'
- Pakt Molotova-Ribbentropa i germanskoe dviženie Soprotivlenija; 2006
- Erinnerungsschübe : Vergangenheitsbewältigung in der Bundesrepublik; 2005
- Bewältigung der Vergangenheit : Deutsche Erfahrungen aus der Sicht eines russischen Historikers; 2005
- Vergangenheitsbewältigung : Deutsche Erfahrungen, russische Perspektive; 2003
- Widerstand gegen den Nationalsozialismus im Spiegel der sowjetischen und russischen Gesellschaft; 2002
- Vklad Berlinskogo memorial'nogo centra "Germanskoe soprotivlenie" v izyčenie istorii Nacional'nogo komiteta "Svobodnaja Germanija" i Sojuza nemeckich oficerov; 1999
- Germanskoje soprotivlenie v traktovkach otečestvennoj istoričeskoj nauki; 1998
- Ein russischer Historikerstreit? : Zur sowjetischen und russischen Historiographie über den deutschen Angriff auf die Sowjetunion; 1998
- Istoriki FRG o nacizme; 1997
- Opitz, Reinhard (1934–1986); 1988
- Marksistsko-leninskaja istoriografija v Federativnoj Respublike Germanii; 1985
- Radikal'no-demokratičeskaja istoriografija FRG o problemach germanskogo rabočego dviženija; 1981
- Rezension von: Skazkin, S. D. (Hrsg.): akad. nauk sssr. inst. vseobščej istorii. germanskaja istorija v novoe i novejšee vremja v dvuch tomach; 1971
- Leipcigskij process 1933 goda – važnyj etap v bor'be ptotiv fašizma; 1955[3]